# 1995年度新城勁爆頒獎禮得獎名單
1995年度新城勁爆頒獎禮於1995年頒發。

## 得獎名單
- 香港勁爆新登場男歌手
  - 金獎：陳曉東
  - 銀獎：陳建穎
  - 銅獎：黃秋生

- 香港勁爆新登場女歌手 
  - 金獎：陳慧琳
  - 銀獎：伍詠薇
  - 銅獎：羅敏莊

- 香港勁爆新登場組合樂隊 
  - 金獎：Zen
  - 銀獎：Black Box
  - 銅獎：幕後玩家

- 香港勁爆跳舞音樂歌曲
  - 《純真傳說》——郭富城

- 香港勁爆監製
  - 《沿途有你》——周華健

- 香港勁爆編曲 
  - 《春光乍泄》——黃耀明、蔡德才

- 香港勁爆香港人創作歌曲獎
  - 金獎：《濃情化不開》 ——周華健
  - 銀獎：《春光乍泄》 ——黃耀明
  - 銅獎：《(你沒有)好結果》 ——李蕙敏

- 香港勁爆國語歌曲獎
  - 金獎：《味道》 ——辛曉琪
  - 銀獎：《心痛》 ——陳潔儀
  - 銅獎：《靠近》 ——庾澄慶

- 香港勁爆廣告歌曲獎
  - 金獎：《一生最愛就是你》 ——黎明
  - 銀獎：《濃情化不開》 ——周華健
  - 銅獎：《捨不得你》 ——鄭秀文

- 最人氣急升男歌手獎
  - 鄭伊健

- 最人氣急升女歌手獎
  - 陳慧琳

- 香港勁爆民歌小調獎
  - 《春光乍泄》 ——黃耀明

- 香港勁爆搖滾歌曲獎
  - 《教壞細路》 ——Beyond

- 香港勁爆爵士歌曲獎
  - 《拒絕疏離逃脫》 ——黃大煒

- 香港勁爆怨曲獎
  - 《情未鳥》 ——劉德華

- 香港勁爆節奏怨曲獎
  - 《我不想再次被情傷》 ——毛阿敏

- 港勁爆另類歌曲獎
  - 《迷糊、情欲、對象》 ——許志安

- 香港勁爆合唱歌曲獎
  - 《分甘同味》 ——譚詠麟、陳百祥

- 香港勁爆成人時代歌謠獎
  - 《人生可有知己》 ——關淑怡

- 香港勁爆樂隊組合獎
  - 草蜢

- 香港勁爆男歌手獎
  - 黎明

- 香港勁爆女歌手獎
  - 彭羚

- 亞洲勁爆男歌手獎
  - 劉德華

- 亞洲勁爆女歌手獎
  - 王靖雯

- 香港勁爆流行曲獎
  - 《離開以後》 ——張學友

- 傳媒大獎
  - 作曲人：黃耀明、蔡德才
  - 作詞人：林夕
  - 歌手：張學友